# Luciano Casadei
Luciano Casadei (Roma, 14 febbraio 1925 – ...) è stato un calciatore italiano, di ruolo portiere.

## Carriera
Ha giocato con la Roma il torneo di guerra 1943-1944, totalizzando 3 presenze. Alla ripresa dei campionati milita nel Siena, nel campionato di Divisione Nazionale 1945-1946. Prosegue l'attività nel Rieti, in Serie B, e quindi nelle divisioni inferiori con Avezzano (Serie C), Torres, Alba Roma e Perugia.